# Peter Samuelsson (fotbollsspelare)
Peter Samuelsson, född 20 november 1981 i Degerfors, är en svensk före detta fotbollsspelare (anfallare). Han är även assisterande tränare i Degerfors IF:s U19-lag
Samuelsson är född och uppvuxen i Degerfors. Som junior spelade han för Degerfors-klubbarna Kanada BK och Strömtorps IK. Som 22-åring värvades han till Degerfors IF, men där fick han mest sitta på bänken. Istället flyttade han till Norge och utvecklades till en pålitlig målskytt i bland annat Kongsvinger IL. Inför säsongen 2009 återvände Samuelsson till Degerfors IF. Under tre säsonger i klubben gjorde han närmare 50 mål under seriespel.
Han värvades i november 2011 av Örebro SK. . Samuelsson hade svårt att ta plats i ÖSK och blev utlånad till Degerfors IF under höstsäsongen 2012. Under den tiden gjorde han nio mål på tolv matcher för klubben. Trots att Örebro SK åkte ur Allsvenskan och spelade i Superettan säsongen 2013 fick Samuelsson lite speltid i sin klubb. Den 20 december 2013 lämnade han ÖSK permanent och skrev på ett tvåårskontrakt med Degerfors IF, ett kontrakt som även innebar att han ska arbeta 50 procent som säljare åt klubben. I samband med övergången berättade Samuelsson att han ville be alla Degerfors IF-supportrar som var upprörda över att han hade spelat för Örebro SK, bland många supportrar sedd som klubbens värsta rival, om ursäkt. När det kontraktet gick ut så skrev han på ett nytt som sträckte sig över säsongen 2016.
I december 2016 blev Samuelsson klar för division 4-klubben Strömtorps IK. Han gjorde fem mål på 16 matcher under säsongen 2017. Efter säsongen avslutade Samuelsson sin fotbollskarriär.